# Tandartsstoel

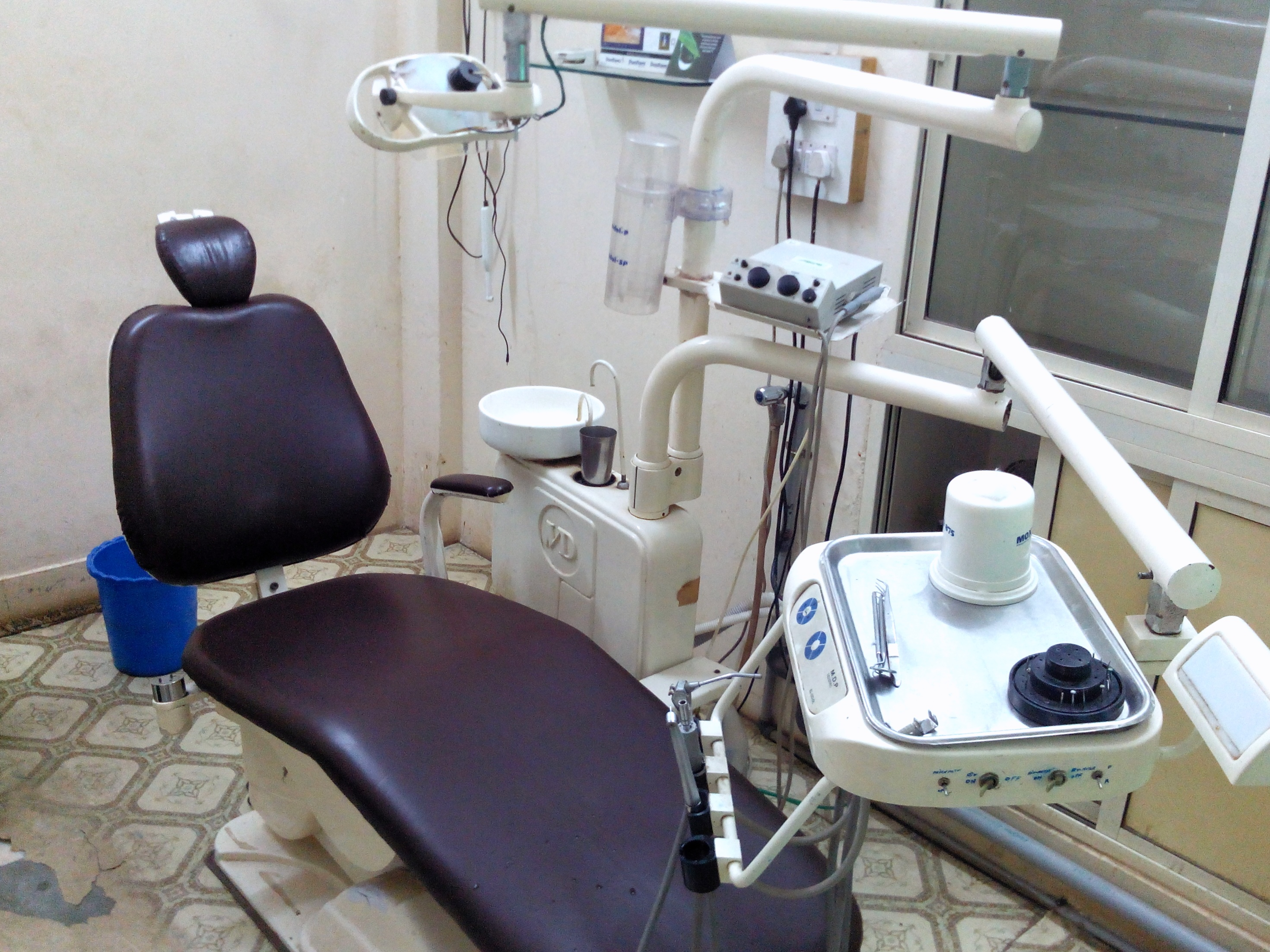

Een tandartsstoel is een type stoel die door tandartsen in tandartspraktijken wordt gebruikt. Een patiënt in de stoel kan, gewoonlijk met behulp van elektrische aandrijving, in de gewenste behandelpositie worden geplaatst. Boven de stoel hangt een grote manoeuvreerbare lamp om de mond van de behandelde optimaal te verlichten. Aan de zijkant bevindt zich soms een fonteintje, zodat na behandeling de mond gespoeld kan worden.